# Rio Medonho
Rio Medonho är ett vattendrag i Brasilien.   Det ligger i delstaten Maranhão, i den östra delen av landet, 800 km norr om huvudstaden Brasília.
Omgivningarna runt Rio Medonho är huvudsakligen savann. Trakten runt Rio Medonho är nära nog obefolkad, med mindre än två invånare per kvadratkilometer.